# Yanshi
Yanshi (en chino, 偃师; pinyin, Yǎnshī) es un distrito urbano bajo la administración directa de la Prefectura  Luoyang  en la Provincia de Henan, República Popular China.  Su área es de 665,67 km² y su población total para 2010 superó los  mil  habitantes. 

## Administración
Desde julio  de 2022, el  Distrito Yanshi   se divide en 13 pueblos  administrados  en 4 subdistritos y 9  poblados.

## Toponimia
El topónimo Yanshi se compone de los sinogramas Yan (descansar) y Shi (maestro), juntos, transmiten la idea de "paz tras la guerra".
Tras la victoria del Rey Wu de Zhou, en la Batalla de Muye (1046 aC), el ejército regresó a su capital occidental, Bo (西亳). Allí, el rey desmovilizó a sus tropas, dejó que los caballos pastaran libremente, como símbolo de que abandonaba las armas y abrazaba la paz.
De este acto nació el nombre "Yanshi" (偃师), de la frase "el maestro que depone las armas", reflejando el compromiso con el fin de la guerra y la gobernanza pacífica.